# Раимжанов, Абдухалим Раимжанович
Абдухали́м Раимжа́нович Раимжа́нов (род. 5 октября 1943, село Уч-Коргон, Баткенская область) — советский, киргизский гематолог; доктор медицинских наук, профессор, основатель гематологической службы Кыргызской Республики, создатель Кыргызского Научного Центра гематологии, заслуженный врач Киргизской ССР, заслуженный деятель науки Кыргызской Республики, академик НАН КР.

## Биография
Абдухалим родился в селе Уч-Коргон, Баткенской области. Отец-Раимжан, молдо-,строитель, Мать-Ачахан,колхозница. В 1959 году с золотой медалью окончил среднюю школу им. Пушкина с. Уч-Коргон (на таджикском языке), в 1965 году с отличием — лечебный факультет Киргизского медицинского института.
С 01.09.1973 г. по 02.02.2013 г. — главный внештатный гематолог Минздрава Кыргызской Республики.
С 1997-2016г. - Директор Кыргызского научного центра гематологии Минздрава Кыргызской Республики.
С 01.09.2003 г. по 01.01.2017 являлся профессором кафедры госпитальной терапии КГМА.
С 01.01.2017 по настоящее время профессор кафедры семейной медицины последипломного образования КГМА имени И.К.Ахунбаева.
Раимжанов Абдухалим Раимжанович — полиглот, владеет таджикским, киргизским, узбекским, русским, иранским, афганским, турецким языками.

## Научная деятельность
С 02.08.1965 по 02.09.1965 гг. — старший лаборант кафедры факультетской терапии Киргосмединститута.
С 02.09.1965 по 02.09.1967 гг. — клинический ординатор кафедры факультетской терапии Киргосмединститута.          
С 02.09.1967 по 01.03.1970 гг. — аспирант кафедры факультетской терапии  Киргосмединститута.                            
С 01.03.1970 по 01.09.1970 гг. — старший научный  сотрудник проблемной лаборатории  кафедры факультетской терапии.
В 1970 году в возрасте 27 лет досрочно защитил кандидатскую диссертацию.
С 01.09.1970 по 01.09.1978 гг. — ассистент кафедры факультетской терапии.
С 01.09.1978 по 01.09.1988 гг. — доцент кафедры факультетской терапии.
В 1988 году в возрасте 45 лет во Всесоюзном гематологическом научном центре г. Москвы защитил докторскую диссертацию.
В 1989 году получил учёное звание профессора.
В 1994 году стал академиком Нью-Йоркской академии наук.
С 29.08.1989 г. по 29.08.2000 г. — заведующий кафедрой госпитальной терапии Кыргызской государственной медицинской академии.
В 2000 году избран член-корреспондентом НАН Кыргызской  Республики.
В 2002 году избран действительным членом Российской академии экологических наук (РАЭН).
В 2007 году избран академиком Академии обороны, безопасности и правопорядка Российской федерации.
В 2003 году избран Почетным профессором Таджикского медицинского университета им. Абу-Али ибн Сино.
В 2003 году избран Почетным профессором Университета им. И. Арабаева.
В 2008 году избран Почетным профессором Национального центра кардиологии и терапии им. академика М. Миррахимова.
В 2008 году избран Почетным профессором Кыргосмединститута переподготовки и повышения квалификации.
В 2009 году избран Почетным профессором Академического Союза Оксфорда в области медицины.
В 2010 году избран академиком Национальной академии наук Кыргызской Республики.
В 2011 г. году избран Почетным профессором Восточного Университета им. Махмуда Кашгари.
Подготовил 1 доктора и 12 кандидатов наук. Автор 310 научных трудов, в том числе 24 монографий и 37 учебно-методических рекомендаций.

## Общественная деятельность
- Президент Ассоциации таджиков им. Рудаки Кыргызской Республики с 13.11.1992 г. по 06.08.2008 г.
- Президент общества дружбы «Кыргызстан — Иран» с 05.05.1997 г. по настоящее время.
- Зам. председателя Ассамблеи народа Кыргызстана с 02.03.2000 г. по 02.03.2005 г.
- Член Президиума Международной Ассоциации таджиков с 09.09.1999 г. по настоящее время.
- Президент Кыргызской Ассоциации гематологов с 2002 г. по настоящее время.
- Член Президиума Международной ассоциации «Руханият» с 10.09.1996 г. по настоящее время.
- Член Президиума Ассоциации врачей внутренней медицины Кыргызской Республики с 01.09.1995 г. по настоящее время.
- Член Правления Ассоциации гематологов и трансфузиологов стран СНГ с 01.01.1997 г. по настоящее время.
- Член Ученого Совета Кыргызской государственной медицинской академии им. И. К. Ахунбаева с 01.09.1989 г. по настоящее время.
- Зам. председателя Специализированного Ученого Совета, председатель Экспертной комиссии по защитам докторских и кандидатских диссертаций по внутренним болезням с 01.09.1990 г. по 01.09.2015 г.
- Почетный гражданин Баткенской области Кыргызской Республики, 2015 г.
- Почетный гражданин Худжанской области Республики Таджикистан, 1994 г.
- Почетный гражданин Евразийского Союза Государств, 2019 г.

## Награды
- «Отличник здравоохранения СССР, 1977 г.
- Серебряная медаль ВДНХ СССР, 1988 г.
- Юбилейная медаль им. С. П. Боткина, 1989 г.
- Заслуженный врач Киргизской ССР, 1989 г.
- Премия и медаль Всесоюзного общества «Знание» им. С. И. Вавилова, 1991 г.
- Врач-терапевт высшей категории, 1995 г.
- Юбилейная медаль «Манас-1000», 23 сентября 1995 г. — за активное участие в подготовке и проведении юбилейных мероприятий[1].
- Почётная Грамота Кыргызской Республики, 17 ноября 1995 г. — за активную работу по укреплению межнационального согласия в республике[2]
- «Самый милосердный человек», «Боорукер-1997» по линии ЮНЕСКО-1997 г.
- Вошел в Кыргызскую энциклопедию: «Кто есть кто в кыргызской науке», Бишкек — 1997 г.; «Кто есть кто в общественной деятельности», Бишкек, 1998; «Кто есть кто в медицине», Бишкек, 1999 г.; «Лица Года», 2007 г.; «25 Кадр» книга 2013 г., 2007 г. «Altin Kőprϋ, Golden Bridge», 2009 г. (Турция).
- Медаль «Данк», 26 июня 1998 г. — за значительный вклад в развитие здравоохранения республики[3]
- Лауреат Международной премии «Руханият», 2000 г.
- Отличник образования Кыргызской Республики, 2001 г.
- Орден «Шараф» 1 степени (Таджикистан), 2003 г.
- Лауреат Международной премии «Тугельбай-Ата», 2004 г.
- Орден «Данакер», 29 января 2004 г. — за особый вклад в укрепление межнационального согласия и единства народа Кыргызстана[4]
- Орден «Михайло Ломоносова», 2007 г.
- Лауреат Международной премии «Ата-Тюрк» с вручением золотой медали «Кемаля Ата -Тюрка», 2008 г.
- Лауреат академической премии и медали им. И. К. Ахунбаева, 2009 г.
- Заслуженный деятель науки Кыргызской Республики, 29 августа 2011 г. — за вклад в развитие социально-экономического, интеллектуального и духовного потенциала республики и многолетний плодотворный труд, в честь 20-летия независимости Кыргызской Республики[5]
- Лауреат премии золотой медали академика им. Мирсаида Миррахимова, 2013 г.
- Медаль 20 лет Ассамблеи народа Кыргызстана

### Семья
Жена — Мукаддас Исмаиловна Раимжанова; 6 внуков, 2 детей:
- Мохигуль Абдухалимовна,
- Абдурасул Абдухалимович.

## Список научных трудов

#### Монографии
| 1. | Гипо-и апластические анемии                            | печ. | В кн.: Лечение внутренних болезней горным климатов. Л:, Медицина, 1977 с.91-132.                                  | 41  | Миррахимов М. М. Юсупова Н. Я.                |
| 2. | Система крови в процессе адаптации к высокогорью       | печ. | В кн.руководство по физиологии. Адаптация человека к различным климато-геогр.условиям. Л.,Наука, 1980, с 247—299. | 52  | Миррахимов М. М. Юсупова Н.Я                  |
| 3. | Лечение железодефицитных анемий в условиях высокогорья | печ. | В кн.:Железодефицитные анемии, Ташкент, 1995, с 85-92.                                                            | 7   | Петров В. Н. Бахрамов С. М. Фарманкулов Х. К. |
| 4. | Нарушение гемопоэза и окружающая среда                 | печ. | Сборник научных трудов Бишкек, 2000, 185 с.                                                                       | 185 | Мамбетова Ч. Д. Бахрамов С. М. и др.          |
| 5. | Апластическая анемия и горный климат                   | печ. | Учебная монография, Бишкек, 2002, 19 п.л.                                                                         | 304 |                                               |

Статьи:
| 1  | Влияние высокогорья на рост в культуре фибробластов костного мозга у больных с цитопеническими синдромами                                                     | печ.                      | Тер.архив. 1985, № 7, с.40-42.                                                                                                 | 3  | Домрачева Е. Б. Попова О. И.                                              |
| 2  | Особенности кинетики кислотных эритрограмм у здоровых людей и у больных гипопластической анемией в условиях высокогорья                                       | печ.                      | Советская медицина, 1985, № 12, с.81-83.                                                                                       | 3  | Миррахимов М. М. Попова О. И.                                             |
| 3  | Изменения гемопоэза у больных гипопластической анемией в условиях высокогорья                                                                                 | печ.                      | Тер.архив. Москва, 1987, № 6, с.52-56.                                                                                         | 5  |                                                                           |
| 4  | Содержание ферритина сыворотки у больных гипопластической анемией в условиях высокогорья                                                                      | печ.                      | Гематология и трансфузиология, Москва, 1987, № 9, с.36-38.                                                                     | 3  | Чалтабаев К. С.                                                           |
| 5  | Пролиферация и дифференцировка эритроидных костномозговых клеток у больных гипопластической анемией в условиях высокогорья (по данным включения Н3- тимидина) | печ.                      | Тер.архив. Москва, 1988, № 5, с.66-69.                                                                                         | 4  | Миррахимов М. М.                                                          |
| 6  | Горноклиматическое лечение гипопластической анемии | печ.                      | Проспект в тематической выставке «Наука здравоохранению» в павильоне «Здравоохранение СССР», Фрунзе, 1988 (серебряная медаль). | 8  | Миррахимов М. М.                                                          |
| 7  | Регуляция гемопоэза у здоровых людей и у больных апластической анемией в условиях высокогорья                                                                 | печ.                      | Вестник АМН СССР, Москва, 1990, № 9, с.41-47.                                                                                  | 7  | Миррахимов М. М.                                                          |
| 8  | Functional Features of Hematopoiesis in Patients with Aplastic Anemia during High- Altitude Climate Therapy.                                                  | печ.                      | Archives of Iranian Medicine, Иранский медицинский журнал на английском языке. Volume 2/Number 3.July 1999, КНР. p. 143-149.   | 7  | Mamatov S. M.                                                             |
| 9  | Состояние системы гемостаза при геморрагическом васкулите | печ.                      | Журнал «Наука и новые технологии», Москва, 2000. № 1 с. 183—186                                                                | 4  | Джакыпбаев О. А. Турсунбаев М. С.                                         |
| 10 | Железодефицитные состояния у женщин, проживающих на различных высотах Тянь-Шаня                                                                               | печ.                      | Проблемы гематологии и трансфузиологии- № 2, Москва, 2002 г.                                                                   | 4  | Макешова А. Б. Мамукова Ю. И. Левина А. А.                                |
| 11 | Prevalence of the iron deficient states and the eryropoietin metabolism in women residing at the different altitudes of Tien- Shan                            | печ.                      | Selected work of National Academy of Sciences of Kyrgyz Republic. Bishkek. 2004, p. 271-287. НАН КР на английском языке.       | 16 | Makeshova А. Dgakypbaey О.                                                |
| 12 | Клиническая картина и эритропоэз | печ.                      | Терапевтический архив, 2008, с.26-30.                                                                                          |    | Эралиева М. О. Макешова А. Б. Исмаилова А. З. Левина А. А. Мамукова Ю. И. |
| 13 | Регуляция эритропоэза у больных с депрессиями кроветворения в процессе горноклиматического лечения                                                            | печ.                      | Терапевтический архив, Москва 2010, № 1, с. 39 — 42.                                                                           | 3  | Макешова А. Б., Эралиева М. О.                                            |
| 14 | Особенности эритропоэза в условиях высокогорья и возможности использования гипоксической гипоксии для лечения больных с депрессиями кроветворения             | печ.                      | Терапевтический архив, Москва 2010, № 1, с. 57 — 62.                                                                           | 3  | Макешова А. Б., Эралиева М. О.                                            |
| 15 | INFLUENCE OF MOUNTAIN- CLIMATIC THERAPY ON THE LEVEL OF SERUM LIPIDS AND LIPOPROTEINS IN PATIENTS WITH APLASTIC ANEMIA                                        | Article Antaliya (Turkey) | Avrasya hematologi kongresi. Kongre kitabi,. −2012. P.22-25, Турция.                                                           | 3  |                                                                           |
| 16 | THE RESULTS OF AUTOLOGYS BONE MARROW TRANSPLANTATIO NS IN THE KYRGEZ SCIENTIFIC CENTER OF HEMATOLOGY                                                          | Article Antaliya (Turkey) | Avrasya hematologi kongresi. Kongre kitabi,. −2012. P.35-37, Турция.                                                           | 3  |                                                                           |
| 17 | Использование высокогорной климатотерапии для лечения больных с идиопатической тромбоцитопоэтической пурпурой                                                 | Статья                    | Avrasya hematologi kongresi. Kongre kitabi, Турция, 2011                                                                       | 3  | Цопова И. А. Астапова С. Г.                                               |
| 18 | Внедрение образавательной программы по лечению ЖДА в КНЦГ | Статья                    | Avrasya hematologi kongresi. Kongre kitabi, Турция, 2011                                                                       | 3  |                                                                           |

| 19 | USE OF THE HIGH- MOUNTAINOUS CLIMATE FOR TREATMENT OF PATIENTS WITH DEPRESSION OF BLOOD.                                                       | article | Iranian Journal of Public Health. -Vol 42, No 11 (2013). P.42-44 |       |                                                                |
| 20 | Регуляция эритропоэза у больных с депрессиями кроветворения в процессе горноклиматического лечения                                             | печ.    | Терапевтический архив, М., 2010, № 1, С. 39 — 42 | 4\1,4 | Макешова А. Б., Левина А. А., Мамукова Ю. И., Исмаилова А. З., |
| 21 | Особенности использования гипоксической гипоксии для лечения больных с депрессиями кроветворения                                               | печ.    | Военно — медицинский журнал. 2013. № 7. С 48-45. | 4\0,8 | Макешова А. Б., Левина А. А., Мамукова Ю. И., Раимжанов А. Р.  |
| 22 | Использование гипоксической гипоксии в терапии идиопатической тромбоцитопенической пурпуры                                                     | печ.    | Материалы IX Международного симпозиума памяти Р. М. Горбачевой «Трансплантация гемопоэтических стволовых клеток, генная и клеточная терапия» — Сочи, 2015. С.73       | 1     | Цопова И. А., Айтбаев К. А., Айсариева Б. К., Астапова С. Г.   |
| 23 | Геморрагический микротромбоваскулит: первичный гемостаз и иммунологические показатели                                                          | печ.    | Клиническая онкогематология, Москва. 2016. 9 (1) С.70-74 | 5     | Джакыпбаев О. А.                                               |
| 24 | Иммунологические показатели у больных геморрагическим васкулитом в процессе комбинированного лечения                                           | печ.    | Агентство перспективных научных исследований (АПНИ). Современные тенденции развития науки и технологий. Периодический научный сборник. Белгород. 2016. № 1-3, С.32-36 | 5     | Джакыпбаев О. А.                                               |
| 25 | Сравнительный анализ гемостазиограммы между доброкачественными и злокачественными преобразованиями лор-органов до и после оперативного лечения | печ.    | Астана медициналык журнал 2016; № 1. С.253-258 | 6     | Насыров В. А., Абдижамилов Н. А.                               |

Тезисы:
| 1  | Переливание обогащенной гемопоэтинами крови в эксперименте и клинике                                                                           | печ. | В кн.:ХП.Международный конгресс по переливанию крови, Москва, 1969, с. 203.                                                      | 1 | Тилис А. Ю. Алмерекова А,А.                |
| 2  | Горноклиматическое лечение больных гипопластической анемией                                                                                    | печ. | 1-й Всесоюзный съезд гематологов и трансфузиологов (Тезисы докладов) Баку, 1979, с.554-555.                                      | 2 | Миррахимов М. М.                           |
| 3  | Влияние высокогорной гипоксии на течение гипопластической анемии у человека                                                                    | печ. | 2-й Всесоюзный съезд гематологов и трансфузиологов (Тезисы докладов), Львов, 1985, с.253.                                        | 1 | Миррахимов М.М Попова О. И.                |
| 4  | Клиническая картина и гемопоэз у больных с апластической анемией после сеансов лечебного плазмафереза с последующей высокогорной адаптацией    | печ. | В кн.: Материалы Всесоюзного съезда гематологов и трансфузиологов (тезисы докладов). Москва. 1991, с.329-330.                    | 2 | Ким С. И.                                  |
| 5  | Горноклиматическое лечение больных с депрессиями кроветворения                                                                                 | печ. | Тезисы докладов Болгарской нац.конференции «Современные проблемы клинической и трансфузионной гематологии, София, 1991, с.18-19. | 1 |                                            |
| 6  | Acute and chromic leukemia incidence in Kyrgyzstan                                                                                             | печ. | Abstract. Poster presentation at the EECO −13. Paris. France. European J. of Cancer, 2005. v.3.p.560.                            | 1 | Makimbetov Е. Usenova А.                   |
| 7  | Study of structure and spontaneons production of cytoxcins at the patients with depressions of hemopoiesis during high-mountaninous adaptation | печ. | Abstract. Poster presentation at the Conference „Thrombosis“ Hemostasis, Sydney. Australia. 2005.                                | 1 | Saitgareeva L.A. . Makimbetov Е.           |
| 8  | Childhood and young adult leukaemie incidence in Kyrgyz Republik                                                                               | печ. | Abstract book of Medical and Pediatrric oncology. 2006. v.34.p. 234.                                                             | 1 | Makimbetov Е., Usenova А. Ryspekova        |
| 9  | Leukemia incidence and mountain | печ. | Abstract book of Medical and Pediatrric oncology. 2007. v.48.p.l 13.                                                             | 1 | Makimbetov Е.                              |
| 10 | Descriptive epidemiology of the neuroblastoma in children in Kyrgyzstan                                                                        | печ. | Abstract book of Conference Advances in Neuroblastoma Research. Cliba. Japan, 2007, May 21-24, C.89, P.185.                      | 1 | Makimbetov Е.                              |
| 11 | Adolescent Rare malignat tumor incidence in the Kyrgyz Republik                                                                                | печ. | Abstract book of 40»' Congress of SlOP, Berlin, Germany, Oct 2-6, 2008, PE 003, P. 153.                                          | 1 | Makimbetov Е. Sadanbekova А. Golovashev S. |

1. ↑  Распоряжение Президента Кыргызской Республики от 23 сентября 1995 года N РП-169. Дата обращения: 31 августа 2021. Архивировано 31 августа 2021 года.
2. ↑  Указ Президента Кыргызской Республики от 17 ноября 1995 года УП № 315 «О награждении Почётной грамотой Кыргызской Республики Каптагаева Э.С., Раимжанова А.Р.» Дата обращения: 13 июля 2024. Архивировано 13 июля 2024 года.
3. ↑  Указ Президента Кыргызской Республики от 26 июня 1998 года УП № 204 «О награждении медалью «Данк» Кононова В.С., Раимжанова А.Р., Саалиевой Д.М.» Дата обращения: 13 июля 2024. Архивировано 13 июля 2024 года.
4. ↑  Указ Президента Кыргызской Республики от 29 января 2004 года УП № 19 «О награждении государственными наградами представителей национально-культурных центров и общественных организаций Ассамблеи народа Кыргызстана». Дата обращения: 18 марта 2021. Архивировано 20 февраля 2020 года.
5. ↑  Указ Президента Кыргызской Республики от 29 августа 2011 года УП № 219 «О награждении государственными наградами работников различных отраслей республики». Дата обращения: 13 июля 2024. Архивировано 13 июля 2024 года.